# Bắc Sơn (xã)
Bắc Sơn là xã của tỉnh Lạng Sơn, Việt Nam.

## Địa lý
Thị trấn Bắc Sơn nằm ở phía đông bắc huyện Bắc Sơn, có vị trí địa lý:
- Phía đông giáp xã Bắc Quỳnh
- Phía tây giáp xã Đồng Ý và xã Tân Lập
- Phía nam giáp xã Chiêu Vũ
- Phía bắc giáp xã Long Đống.

Thị trấn Bắc Sơn có diện tích 14,91 km², dân số năm 2018 là 6.402 người, mật độ dân số đạt 429 người/km².
Quốc lộ 1B chạy qua địa bàn thị trấn, đồng thời cũng là trục giao thông chính của thị trấn Bắc Sơn.

## Lịch sử
Phần lớn địa bàn thị trấn Bắc Sơn hiện nay trước đây là xã Hữu Vĩnh thuộc huyện Bắc Sơn.
Thị trấn Bắc Sơn được thành lập vào ngày 30 tháng 1 năm 1985 trên cơ sở tách 392 ha thuộc xã Hữu Vĩnh và 8 ha thuộc xã Long Đống.
Đến năm 2018, thị trấn Bắc Sơn có diện tích 3,17 km², dân số là 4.570 người, mật độ dân số đạt 1.442 người/km², gồm 8 tiểu khu: Hoàng Văn Thụ, Lương Văn Chi, Lê Hồng Phong, Trần Phú, Yên Lãng, Minh Khai, Trần Đăng Ninh, Vĩnh Thuận. Xã Hữu Vĩnh có diện tích 11,74 km², dân số là 1.832 người, mật độ dân số đạt 156 người/km².
Ngày 21 tháng 11 năm 2019, Ủy ban Thường vụ Quốc hội ban hành Nghị quyết số 818/NQ-UBTVQH14 về việc sắp xếp các đơn vị hành chính cấp xã thuộc tỉnh Lạng Sơn (nghị quyết có hiệu lực từ ngày 1 tháng 1 năm 2020). Theo đó, sáp nhập toàn bộ diện tích và dân số của xã Hữu Vĩnh vào thị trấn Bắc Sơn.